# 月角犀屬
月角犀屬（Menoceras）是一種已滅絕的小型犀科動物，原產於北美洲南部大部分地區，早中新世時期分佈範圍最南可達巴拿馬。月角犀屬生存年代約2,310萬至1250萬年前，共存活了約1,060萬年。

## 體型
雌性月角犀比任何現存的犀牛都要小得多，其體型與綿羊 或豬相當，估計體重為313公斤（690磅）。雄性月角犀鼻尖長有兩隻並排的角，而雌性月角犀則無角或小角，鼻骨形狀也不同。在犀牛科中，月角犀和並角犀屬是獨二長有雙角的物種。 雌雄月角犀身長均可長至5英尺（1.5 公尺）長。